# Kängurutassväxter
Kängurutassväxter (Haemodoraceae) är en familj med cirka 115 örtartade växtarter i 14 släkten, som hör till de enhjärtbladiga växterna. Kängurutassväxterna är fleråriga och finns i tempererade till tropiska områden i södra Afrika, Australien, Nya Guinea, sydöstra USA, Central- och Sydamerika. De är anpassade till mycket torra eller något fuktiga miljöer.
Kängurutassväxterna är hermafroditer. Pollineringen sker med insekter, fåglar eller mer sällan med små däggdjur. Blommorna är ludna och sitter i samlingar eller klasar i toppen av stjälkarna. Det finns tre eller sex ståndare i varje blomma. Frukten är en torr kapsel eller en nöt.